# Lene Køppen
Lene Køppen (* 5. Mai 1953, verheiratete Lene Røpke) ist eine ehemalige dänische Badmintonspielerin. Sie war eine der bedeutendsten Akteurinnen in dieser Sportart in den 1970er und frühen 1980er Jahren. Marie Røpke ist ihre Tochter.
Lene Køppen ist ausgebildete Zahnärztin und arbeitet in der Gemeinde Rudersdal als Oberzahnärztin.

## Karriere
Køppen gewann in ihrer Karriere alle hochkarätigen Titel, die es im Frauenbereich zu gewinnen gab: Weltmeistertitel, Europameistertitel, All England, und das sowohl im Einzel, im Doppel, im Mixed und mit dem Team. Nur die Olympischen Spiele kamen für sie zu spät, stand Badminton doch erst 1992 im offiziellen Programm der Olympiade.
1992 wurde Køppen in die Hall of Fame des dänischen Sports aufgenommen.

## Sportliche Erfolge
| Saison    | Veranstaltung                                    | Disziplin   | Platz | Name |
| --------- | ------------------------------------------------ | ----------- | ----- | --- |
| 1967/1968 | Dänemark: Einzelmeisterschaften der Junioren U17 | Damendoppel | 1     | Lene Køppen, Valby / Lis Rathsach, Hillerød                                                                                                 |
| 1968/1969 | Dänemark: Einzelmeisterschaften der Junioren U17 | Damendoppel | 1     | Anne Berglund, Østerbro / Lene Køppen, Valby                                                                                                |
| 1969/1970 | Dänemark: Einzelmeisterschaften der Junioren U19 | Damendoppel | 1     | Anne Berglund, Østerbro BK / Lene Køppen, Valby                                                                                             |
| 1970/1971 | Dänemark: Einzelmeisterschaften der Junioren U19 | Damendoppel | 1     | Anne Berglund, Østerbro / Lene Køppen, Valby                                                                                                |
| 1970/1971 | Dänemark: Einzelmeisterschaften der Junioren U19 | Dameneinzel | 1     | Lene Køppen, Valby |
| 1971      | Europameisterschaft der Junioren                 | Damendoppel | 1     | Anne Berglund / Lene Køppen |
| 1971      | Europameisterschaft der Junioren                 | Mixed       | 3     | Viggo Christiansen / Lene Køppen |
| 1971      | Norwegen: Internationale Meisterschaften         | Damendoppel | 1     | Lene Køppen / Pernille Kaagaard |
| 1971/1972 | Dänemark: Einzelmeisterschaften                  | Dameneinzel | 1     | Lene Køppen, Valby BC |
| 1972      | All England                                      | Dameneinzel | 3     | Lene Køppen |
| 1972      | Nordische Meisterschaften                        | Damendoppel | 1     | Lene Køppen / Anne Berglund |
| 1972      | Europameisterschaft                              | Damendoppel | 3     | Annie Bøg Jørgensen / Lene Køppen |
| 1972/1973 | Dänemark: Einzelmeisterschaften                  | Dameneinzel | 1     | Lene Køppen, Valby BC |
| 1972/1973 | Dänemark: Einzelmeisterschaften                  | Damendoppel | 1     | Ulla Strand, Københavns BK / Lene Køppen, Valby BC                                                                                          |
| 1973      | All England                                      | Dameneinzel | 3     | Lene Køppen |
| 1973      | Norwegen: Internationale Meisterschaften         | Damendoppel | 1     | Lene Køppen / Pernille Kaagaard |
| 1973      | Nordische Meisterschaften                        | Dameneinzel | 1     | Lene Køppen |
| 1973      | USSR International                               | Dameneinzel | 1     | Lene Køppen |
| 1973      | USSR International                               | Mixed       | 1     | Elo Hansen / Lene Køppen |
| 1973      | USSR International                               | Damendoppel | 1     | Lene Køppen / Karin Lindquist |
| 1973/1974 | Dänemark: Einzelmeisterschaften                  | Dameneinzel | 1     | Lene Køppen, Valby BC |
| 1974      | Nordische Meisterschaften                        | Damendoppel | 1     | Lene Køppen / Imre Rietveld Nielsen |
| 1974      | Schweden: Internationale Meisterschaften         | Dameneinzel | 1     | Lene Køppen |
| 1974      | All England                                      | Dameneinzel | 3     | Lene Køppen |
| 1974      | Europameisterschaft                              | Dameneinzel | 1     | Lene Køppen |
| 1974      | Nordische Meisterschaften                        | Dameneinzel | 1     | Lene Køppen |
| 1974/1975 | Dänemark: Internationale Meisterschaften         | Dameneinzel | 1     | Lene Køppen |
| 1974/1975 | Dänemark: Einzelmeisterschaften                  | Damendoppel | 1     | Lene Køppen, Gentofte BK / Inge Borgstrøm, Ringsted                                                                                         |
| 1974/1975 | Dänemark: Einzelmeisterschaften                  | Dameneinzel | 1     | Lene Køppen, Gentofte BK |
| 1975      | Schweden: Internationale Meisterschaften         | Dameneinzel | 1     | Lene Køppen |
| 1975      | Nordische Meisterschaften                        | Damendoppel | 1     | Lene Køppen / Inge Borgstrøm |
| 1975      | Norwegen: Internationale Meisterschaften         | Damendoppel | 1     | Lene Køppen / Inge Borgstrøm |
| 1975      | Nordische Meisterschaften                        | Mixed       | 1     | Steen Skovgaard / Lene Køppen |
| 1975      | Norwegen: Internationale Meisterschaften         | Dameneinzel | 1     | Lene Køppen |
| 1975      | Nordische Meisterschaften                        | Dameneinzel | 1     | Lene Køppen |
| 1975/1976 | Dänemark: Einzelmeisterschaften                  | Damendoppel | 1     | Lene Køppen, Gentofte BK / Inge Borgstrøm, Ringsted                                                                                         |
| 1975/1976 | Dänemark: Einzelmeisterschaften                  | Dameneinzel | 1     | Lene Køppen, Gentofte BK |
| 1975/1976 | Dänemark: Internationale Meisterschaften         | Mixed       | 1     | Steen Skovgaard / Lene Køppen |
| 1975/1976 | Dänemark: Internationale Meisterschaften         | Dameneinzel | 1     | Lene Køppen |
| 1976      | Nordische Meisterschaften                        | Damendoppel | 1     | Lene Køppen / Pia Nielsen |
| 1976      | Nordische Meisterschaften                        | Dameneinzel | 1     | Lene Køppen |
| 1976      | All England                                      | Dameneinzel | 3     | Lene Køppen |
| 1976      | Europameisterschaft                              | Dameneinzel | 2     | Lene Køppen |
| 1976      | Schweden: Internationale Meisterschaften         | Mixed       | 1     | Steen Skovgaard / Lene Køppen |
| 1976      | Nordische Meisterschaften                        | Mixed       | 1     | Steen Skovgaard / Lene Køppen |
| 1976      | Europameisterschaft                              | Mixed       | 2     | Steen Skovgaard / Lene Køppen |
| 1976      | Europameisterschaft                              | Mannschaft  | 1     | Dänemark (Flemming Delfs, Jesper Helledie, Steen Skovgaard, Jette Føge, Susan Hansen, Elo Hansen, Gert Hansen, Lene Køppen, Lonny Bostofte) |
| 1976/1977 | Dänemark: Einzelmeisterschaften                  | Mixed       | 1     | Steen Skovgaard / Lene Køppen, Gentofte BK                                                                                                  |
| 1976/1977 | Dänemark: Einzelmeisterschaften                  | Damendoppel | 1     | Lene Køppen, Gentofte BK / Lonny Bostofte, Nykøbing F                                                                                       |
| 1976/1977 | Dänemark: Internationale Meisterschaften         | Mixed       | 1     | Steen Skovgaard / Lene Køppen |
| 1976/1977 | Dänemark: Einzelmeisterschaften                  | Dameneinzel | 1     | Lene Køppen, Gentofte BK |
| 1977      | Weltmeisterschaft                                | Mixed       | 1     | Steen Stovgaard / Lene Køppen |
| 1977      | All England                                      | Dameneinzel | 2     | Lene Køppen |
| 1977      | Weltmeisterschaft                                | Dameneinzel | 1     | Lene Køppen |
| 1977      | Nordische Meisterschaften                        | Mixed       | 1     | Steen Skovgaard / Lene Køppen |
| 1977      | Schweden: Internationale Meisterschaften         | Dameneinzel | 1     | Lene Køppen |
| 1977      | Nordische Meisterschaften                        | Damendoppel | 1     | Lene Køppen / Inge Borgstrøm |
| 1977      | Nordische Meisterschaften                        | Dameneinzel | 1     | Lene Køppen |
| 1977      | Auckland International                           | Damendoppel | 1     | Joke van Beusekom / Lene Køppen |
| 1977      | Japan Open                                       | Dameneinzel | 1     | Lene Køppen |
| 1977/1978 | Dänemark: Einzelmeisterschaften                  | Mixed       | 1     | Steen Skovgaard / Lene Køppen, Gentofte BK                                                                                                  |
| 1977/1978 | Dänemark: Internationale Meisterschaften         | Mixed       | 1     | Steen Skovgaard / Lene Køppen |
| 1977/1978 | Dänemark: Einzelmeisterschaften                  | Dameneinzel | 1     | Lene Køppen, Gentofte BK |
| 1977/1978 | Dänemark: Internationale Meisterschaften         | Dameneinzel | 1     | Lene Køppen |
| 1978      | Nordische Meisterschaften                        | Damendoppel | 1     | Lene Køppen / Susanne Berg |
| 1978      | Europameisterschaft                              | Dameneinzel | 1     | Lene Køppen |
| 1978      | Nordische Meisterschaften                        | Mixed       | 1     | Steen Skovgaard / Lene Køppen |
| 1978      | Schweden: Internationale Meisterschaften         | Dameneinzel | 1     | Lene Køppen |
| 1978      | Europameisterschaft                              | Mixed       | 2     | Steen Skovgaard / Lene Køppen |
| 1978      | All England                                      | Mixed       | 2     | Steen Skovgaard / Lene Køppen |
| 1978      | Nordische Meisterschaften                        | Dameneinzel | 1     | Lene Køppen |
| 1978/1979 | Dänemark: Einzelmeisterschaften                  | Dameneinzel | 1     | Lene Køppen, Gentofte BK |
| 1978/1979 | Dänemark: Einzelmeisterschaften                  | Mixed       | 1     | Steen Skovgaard / Lene Køppen, Gentofte BK                                                                                                  |
| 1978/1979 | Dänemark: Internationale Meisterschaften         | Dameneinzel | 1     | Lene Køppen |
| 1978/1979 | Dänemark: Einzelmeisterschaften                  | Damendoppel | 1     | Lene Køppen / Susanne Berg, Gentofte BK |
| 1979      | Schweden: Internationale Meisterschaften         | Damendoppel | 1     | Joke van Beusekom / Lene Køppen |
| 1979      | Schweden: Internationale Meisterschaften         | Dameneinzel | 1     | Lene Køppen |
| 1979      | All England                                      | Dameneinzel | 1     | Lene Køppen |
| 1979      | Nordische Meisterschaften                        | Damendoppel | 1     | Lene Køppen / Inge Borgstrøm |
| 1979      | Nordische Meisterschaften                        | Dameneinzel | 1     | Lene Køppen |
| 1979      | Nordische Meisterschaften                        | Mixed       | 1     | Steen Skovgaard / Lene Køppen |
| 1979/1980 | Dänemark: Einzelmeisterschaften                  | Mixed       | 1     | Steen Fladberg / Lene Køppen, Gentofte BK                                                                                                   |
| 1979/1980 | Dänemark: Einzelmeisterschaften                  | Damendoppel | 1     | Lene Køppen / Anne Skovgaard, Gentofte BK                                                                                                   |
| 1979/1980 | Dänemark: Einzelmeisterschaften                  | Dameneinzel | 1     | Lene Køppen, Gentofte BK |
| 1980      | Taiwan Open                                      | Dameneinzel | 1     | Lene Køppen |
| 1980      | Nordische Meisterschaften                        | Mixed       | 1     | Steen Skovgaard / Lene Køppen |
| 1980      | Nordische Meisterschaften                        | Damendoppel | 1     | Lene Køppen / Pia Nielsen |
| 1980      | Europameisterschaft                              | Mannschaft  | 1     | Dänemark (Lene Køppen, Kirsten Larsen, Pia Nielsen, Morten Frost, Flemming Delfs, Steen Fladberg, Steen Skovgaard, Anne Skovgaard)          |
| 1980      | Weltmeisterschaft                                | Mixed       | 3     | Steen Skovgaard / Lene Køppen |
| 1980      | All England                                      | Dameneinzel | 1     | Lene Køppen |
| 1980      | Weltmeisterschaft                                | Dameneinzel | 3     | Lene Køppen |
| 1980      | Nordische Meisterschaften                        | Dameneinzel | 1     | Lene Køppen |
| 1980/1981 | Dänemark: Einzelmeisterschaften                  | Dameneinzel | 1     | Lene Køppen, Gentofte BK |
| 1980/1981 | Dänemark: Einzelmeisterschaften                  | Damendoppel | 1     | Lene Køppen / Anne Skovgaard, Gentofte BK                                                                                                   |
| 1980/1981 | Dänemark: Internationale Meisterschaften         | Dameneinzel | 1     | Lene Køppen |
| 1981      | All England                                      | Dameneinzel | 2     | Lene Køppen |
| 1981      | Niederlande: Internationale Meisterschaften      | Dameneinzel | 1     | Lene Køppen |
| 1981      | Nordische Meisterschaften                        | Damendoppel | 1     | Lene Køppen / Pia Nielsen |
| 1981      | Nordische Meisterschaften                        | Dameneinzel | 1     | Lene Køppen |
| 1981      | Nordische Meisterschaften                        | Mixed       | 1     | Steen Skovgaard / Lene Køppen |
| 1981/1982 | Dänemark: Einzelmeisterschaften                  | Damendoppel | 1     | Lene Køppen / Anne Skovgaard, Gentofte BK                                                                                                   |
| 1981/1982 | Dänemark: Einzelmeisterschaften                  | Dameneinzel | 1     | Lene Køppen, Gentofte BK |
| 1982      | Europameisterschaft                              | Dameneinzel | 1     | Lene Køppen |
| 1982      | Schottland: Internationale Meisterschaften       | Dameneinzel | 1     | Lene Køppen |
| 1982      | Europameisterschaft                              | Damendoppel | 3     | Lene Køppen / Anne Skovgaard |
| 1982/1983 | Dänemark: Einzelmeisterschaften                  | Dameneinzel | 1     | Lene Køppen, Gentofte BK |